# Когнитивна способност
Когнитивна способност је заједнички назив за способности памћења, мишљења, учења, итд. којима је заједничко да представљају диспозиције за сазнајну делатност било које врсте.